# قصر دوک
قصر دوک (به ایتالیایی: Palazzo Ducale) (به انگلیسی: Doge's Palace) یکی از قصرهای ساخته شده به سبک گوتیک ونیزی در شهر ونیز است. این قصر یکی از نشانه‌های مهم شهری ونیز و شمال ایتالیا محسوب می‌شود. این قصر محل سکونت دوک ونیز، بالاترین مقام جمهوری ونیز بوده است که در سال ۱۹۳۵ میلادی به عنوان موزه بازگشایی شد و امروز یکی از یازده موزه‌ای است که تحت مدیریت بنیاد موزه‌های شهری ونیز قرار دارد.
در سال ۲۰۱۰، این موزه توسط ۱۳۵۸۱۶۸ نفر بازدید شده است.

## نگارخانه

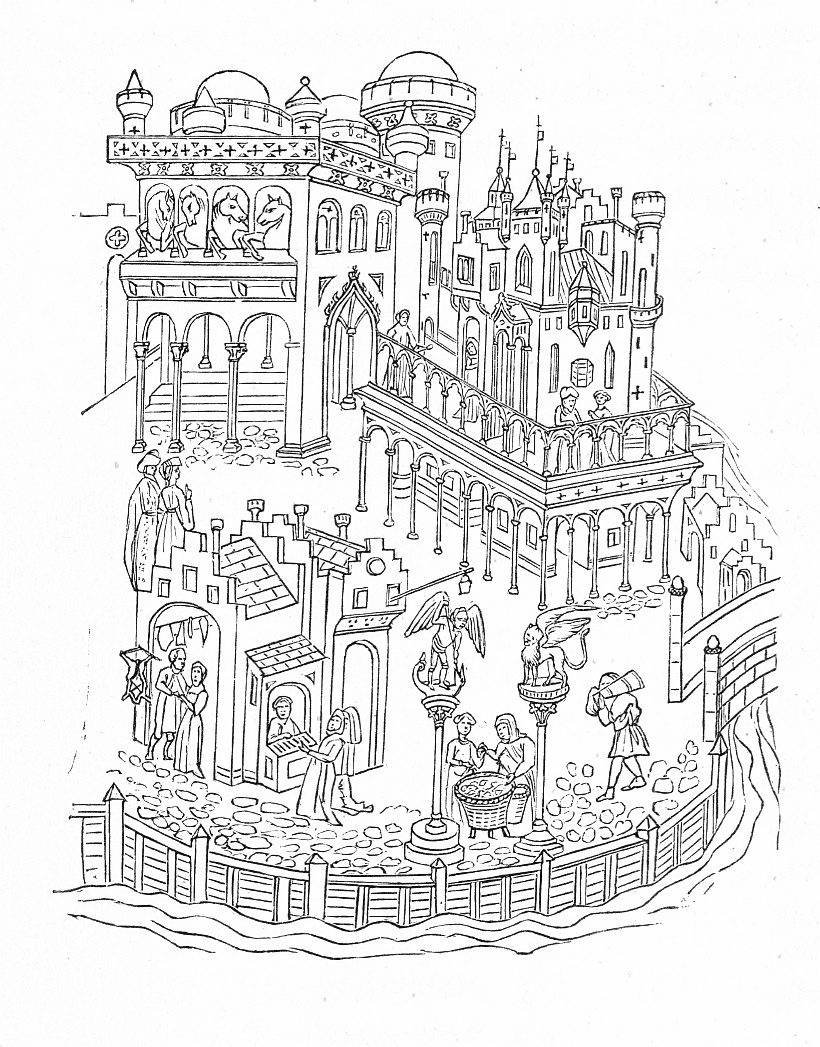
دست نگاشته‌ای از قصر دوک در قرن چهاردهم میلادی
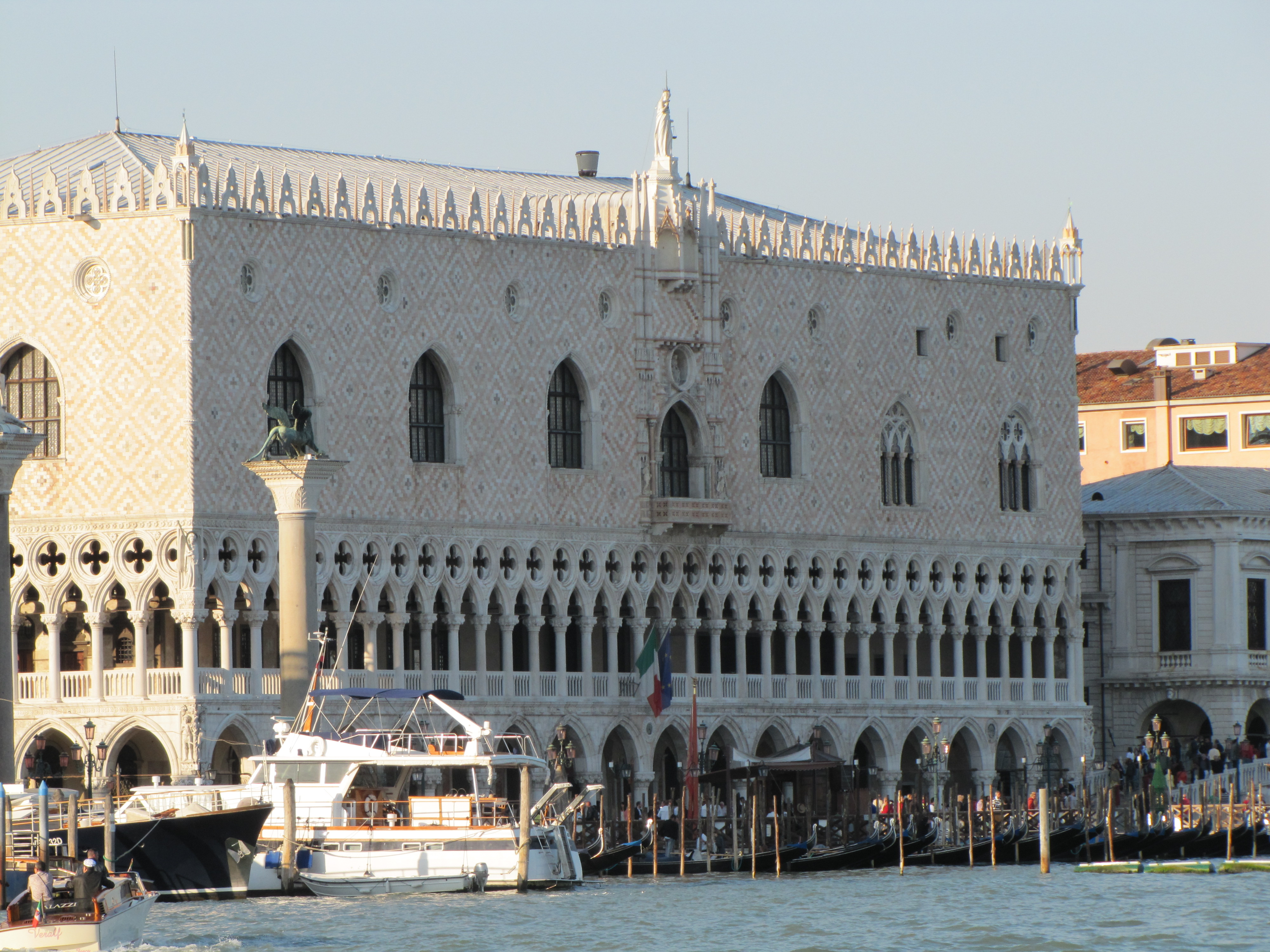
دید از گراند کانال
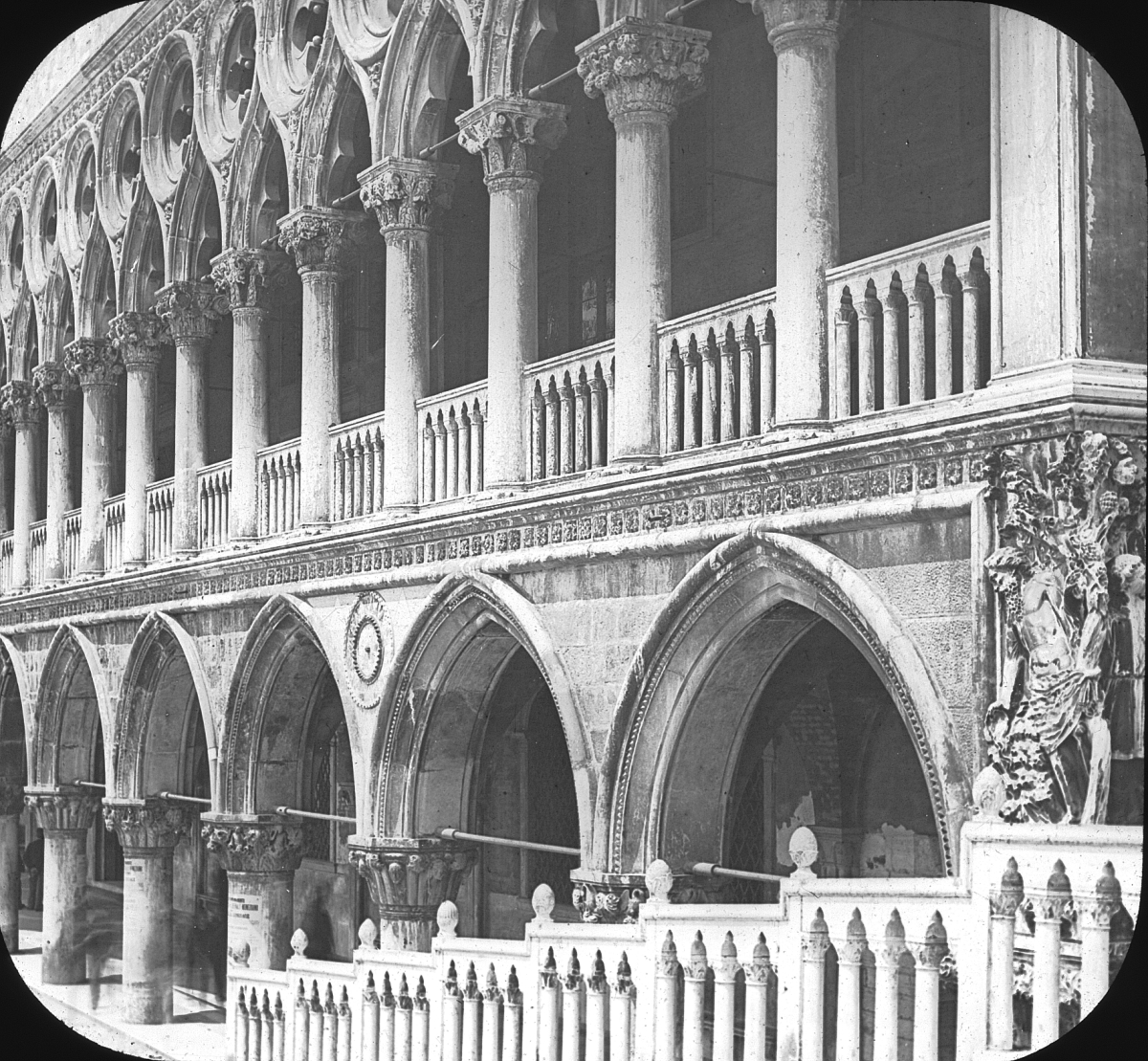
رواق جنوبی
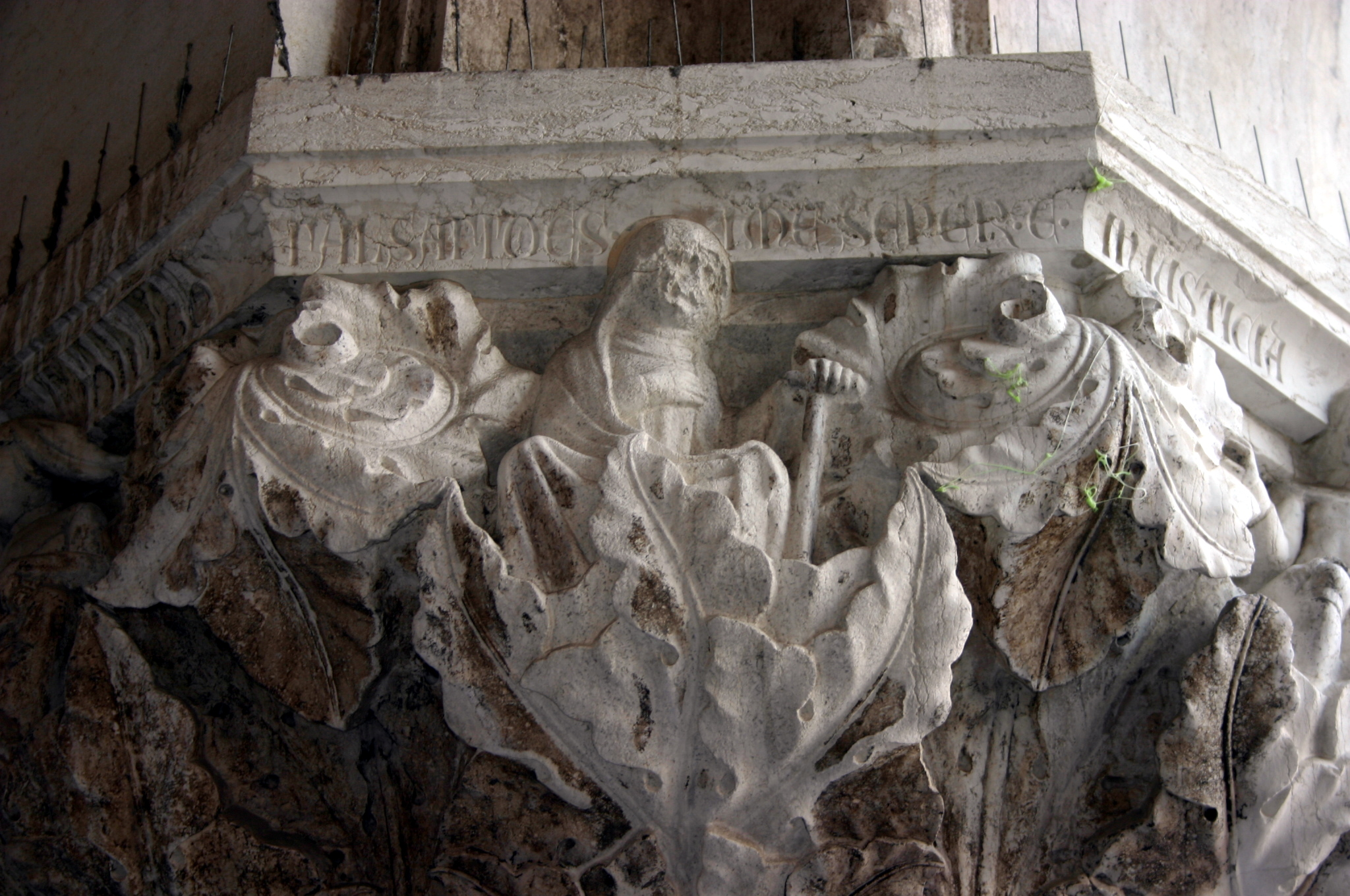
سرستون دوازدهم رواق قصر